# 番場憲隆
番場 憲隆（ばんば けんりゅう、1896年 - 1980年）は、東久留米市の初代町長である。

## 概要
1896年に誕生。
議員を経て、1947年に村長就任。
在任中の1956年、北多摩郡としては最も遅い町政執行を行い、初代町長に就任。
1963年に退任。
1980年に死去。84歳。